# Dale Hawkins
Pour les articles homonymes, voir Hawkins.
Dale Hawkins (né Delmar Allen Hawkins le 22 août 1936 et mort le 13 février 2010) est un chanteur de rock 'n' roll américain.

## Carrière
Démobilisé de la Navy en 1953, Dale Hawkins fonde en 1953  un groupe avec le guitariste James Burton, qui est âgé de seize ans, le bassiste Joe Osborne et le batteur D.J. Fontana. Tous vont devenir célèbres comme musiciens pour Bob Luman, Ricky Nelson, Elvis Presley, Gene Vincent, etc. Dale Hawkins se fait connaître en 1957 grâce à son fameux Susie Q qui repose sur un riff à la Howlin Wolf, écrit avec Ron Lewis, batteur et frère de Stan Lewis, représentant régional de Chess. Ce titre sera repris en 1964 en français par Johnny Hallyday, en 1965 par les Rolling Stones sur le 45 tours Satisfaction qui comportait 4 titres et en 1968 par Creedence Clearwater Revival et aussi par Tony Joe White.
Susie Q. (dont le style n'est pas sans rappeler celui de Bo Diddley) et son accompagnement rockabilly firent de ce titre un classique immortel qui fut le seul grand succès de Dale dans les charts américains. Dale Hawkins travailla dès son plus jeune âge dans les plantations de Louisiane. Il s'engage à 15 ans dans la US Navy et revient en Corée un an plus tard en 1954. Il travaille ensuite chez un disquaire spécialisé en blues et écoute les enregistrements de Lonnie Johnson, Howlin' Wolf et Jimmy Reed.
En 1956, Dale qui joue de la guitare depuis quelques années, enregistre deux titres dans les studios de la radio KWKH (en) de Shreveport : See You Soon Baboon et Four Letters Word Rock en présence de Merle Kilgore (en) et Johnny Horton qui assistent à ses séances d'enregistrements. Un disc-jockey local est impressionné par le talent de ce jeune homme de seize ans et contacte les frères Chess. La voix de Dale est très noire dans ces deux titres et l'orchestration de saxophone, piano, guitare et batterie avait de quoi séduire les Chess bros qui produisent un premier single : See You Soon Baboon 'Checker 843). En 1957, Susie Q. et Don't Treat Me This Way sont pressés et mis en boîte avec James Burton à la guitare et Joe Osborne à la basse, et constituent le checker 863. Une prise différente de Susie Q. sortira en 1976 sur l'album US Chess ACRR-703, une version plus rapide mais moins au point. Dale savait choisir ses guitaristes, en l'occurrence Burton qui a su trouver un son mordant et agressif également présent sur Baby Baby, Mrs Mergritory's Daughter. Ensuite Dale change de guitariste et ce sont Carl Adams et Kenny Paulsen qui jouent dans Tornado et Little Pig. Dans ses morceaux de 1957, Dale Hawkins est âpre, rugueux, de plus en plus sauvage et toujours aussi spontané. Il chante avec naturel, sans jamais essayer de policer sa voix et c'est ce qu'on aime en lui.
Tous ses disques donnent l'impression d'être le fruit d'une jam-session et c'est la défonce, la joie et la folie perpétuelles.
En 1958, c'est Roy Buchanan que l'on peut entendre sur les deux versions de My Baby, sur l'instrumental The Hawk Walks et sur Lulu qui contient aussi une version alternée de Wild Wild World dont la première version figurait sur le LP 1429 et sur le fabuleux EP Barclay. En 1958, Dale remporte un second hit avec La-Do-Dada qui comprend Mark Mathis à la guitare et D.J. Fontana à la batterie. En 1962, il se marie et c'est la mort du grand rocker. Il devient producteur et arrête de chanter en 1965.
En 1969, il revient cependant avec un curieux album de country Rhythm and Blues LA, Memphis & Tyler, Texas, un disque sorti sur Bell Records, mais qui est loin du rockabilly.
En 2007, Dale apprend qu'il est atteint d’un cancer du côlon. En 2007, il enregistre Back Down to Louisiana. Il décède le 13 février 2010 à Little Rock, dans l'Arkansas. Sa chanson Susie Q. lui survit, immortalisée par Gene Vincent, les Roling Stones, Everly Brothers, Johnny Rivers et Creedence Clearwater Revival dont c'est le premier succès en 1968. Il était cousin avec Ronnie Hawkins.